# Federaal Kenniscentrum voor de Civiele Veiligheid
Het Federaal Kenniscentrum voor de Civiele Veiligheid (KCCE) is een Belgische overheidsinstelling onder de vleugels van de Algemene Directie Civiele Veiligheid van de FOD Binnenlandse Zaken. Het is een expertisecentrum voor de operationele diensten van de civiele veiligheid (de brandweer en de Civiele Bescherming). Het centrum verzamelt, verwerkt en verspreidt expertise, onderhoudt een netwerk van deskundigen en evalueert uitgevoerde interventies om de kwaliteit van de hulpverlening op het terrein te verbeteren. Het centrum is gevestigd in Brussel in de gebouwen van de FOD Binnenlandse Zaken.

## Geschiedenis
Aan het begin van de jaren 2000 bleek de wet van 31 december 1963 betreffende de civiele bescherming, waarop de organisatie van alle diensten van de civiele veiligheid steunde, verouderd en niet meer aangepast aan de risico's van de hedendaagse maatschappij. De gasramp van Gellingen in juni 2004, waarbij 24 doden en meer dan 100 gewonden vielen, zette uiteindelijk de hervorming van de civiele veiligheid in gang. Een week na de ramp werd door toenmalig minister van Binnenlandse Zaken Patrick Dewael een commissie samengesteld die een hervorming van de civiele veiligheid moest uitwerken. Deze commissie werd voorgezeten door toenmalig gouverneur van de provincie Antwerpen Camille Paulus en werd daarom de 'Commissie Paulus' genoemd. Begin 2006 publiceerde de commissie haar eindrapport. Dit eindrapport was de aanleiding tot het hergroeperen van de gemeentelijke brandweerdiensten in 34 hulpverleningszones (behalve het Brussels Hoofdstedelijk Gewest dat zelf de bevoegdheid voor haar eigen brandweerdienst draagt) en het herorganiseren van de operationele eenheden van de Civiele Bescherming. Deze hervorming werd vastgelegd in de wet van 15 mei 2007 betreffende de civiele veiligheid, die de oude wet van 1963 verving.
Een van de aanbevelingen uit het rapport was het oprichten van een onafhankelijk expertisecentrum dat normen moest opstellen voor de diensten van de civiele veiligheid en incidenten wetenschappelijk moest analyseren om er lessen uit te kunnen trekken. Er werd gekozen een specifieke structuur op te richten binnen de FOD Binnenlandse Zaken met het statuut van 'Staatsdienst met afzonderlijk beheer' om de nodige onafhankelijkheid te garanderen. De wet van 22 januari 2007 tot oprichting van het Federaal Kenniscentrum voor de Civiele Veiligheid en nadien de wet van 15 mei 2007 betreffende de civiele veiligheid regelden uiteindelijk de oprichting van het centrum. Het centrum werd officieel geïnstalleerd op 10 juni 2008 door toenmalig minister van Binnenlandse Zaken Patrick Dewael.

## Opdrachten
De opdrachten van het kenniscentrum zijn door de wet- en regelgeving vastgelegd en omvatten onder andere:
- Het opmaken van technische richtlijnen en operationele procedures voor de hulpverleningszones.
- Het ondersteunen van de hulpdiensten door gespecialiseerde informatie en kennis ter beschikking te stellen bij noodsituaties.
- Het opleiden van het personeel van de operationele diensten van de civiele veiligheid.
- Het uitbouwen van expertise binnen de operationele diensten van de civiele veiligheid.
- Het onderzoeken van incidenten met de bedoeling er lessen uit te kunnen trekken.
- Het ontwikkelen van een documentatiecentrum inzake civiele veiligheid.
- Het formuleren van beleidsadviezen voor de minister van Binnenlandse Zaken.

Een belangrijke opmerking is dat de Dringende Geneeskundige Hulpverlening niet tot het domein van het kenniscentrum behoort, maar een bevoegdheid is die onder de FOD Volksgezondheid, Veiligheid van de Voedselketen en Leefmilieu valt.

## Organisatie
Het kenniscentrum bestaat uit drie organen:
- Beheerscomité: legt de opdrachten, de samenstelling en de werking van het kenniscentrum vast en legt het actieplan van het kenniscentrum ter goedkeuring voor aan de minister van Binnenlandse Zaken.

- Administratieve cel: staat in voor het dagelijkse administratieve beheer van het kenniscentrum, werkt het actieplan van het kenniscentrum uit en verzekert de opvolging ervan (in samenwerking met de technische en wetenschappelijke groep).

- Technische en wetenschappelijke groep: is samengesteld uit deskundigen en voert de opdrachten van het kenniscentrum uit.

Sommige van de deskundigen zijn leden van de operationele diensten van de civiele veiligheid die gedetacheerd zijn naar het kenniscentrum om zo terreinexpertise te verzekeren.